# Liga Mistrzyń siatkarek (2004/2005)
Liga Mistrzyń 2004/2005 – 5. sezon Ligi Mistrzyń rozgrywanej od 2004 roku, organizowanego przez Europejską Konfederację Piłki Siatkowej (CEV) w ramach europejskich pucharów dla żeńskich klubowych zespołów siatkarskich "starego kontynentu".

## Drużyny uczestniczące
- Günes Vakifbank Stambuł
- Urałoczka NTMK Jekaterynburg
- RC Cannes
- Stal Bielsko-Biała
- Foppapedretti Bergamo
- Hotel Cantur Las Palmas
- Sant'orsola Asystel Novara
- Tenerife Marichal
- Azerrail Baku
- Beşiktaş JK
- Calisia Winiary Kalisz
- Crvena zvezda Belgrad

## Rozgrywki

### Faza grupowa
awans do play-off
     gospodarz turnieju finałowego

#### Grupa A
Tabela
| Lp. | Drużyna                      | Pkt | Mecze | Mecze | Mecze | Sety | Sety | Sety  | Małe punkty | Małe punkty | Małe punkty |
| Lp. | Drużyna                      | Pkt | M     | W     | P     | wyg. | prz. | ratio | zdob.       | str.        | ratio       |
| --- | ---------------------------- | --- | ----- | ----- | ----- | ---- | ---- | ----- | ----------- | ----------- | ----------- |
| 1   | Foppapedretti Bergamo        | 19  | 10    | 9     | 1     | 29   | 7    | 4.143 | 871         | 684         | 1.273       |
| 2   | RC Cannes                    | 17  | 10    | 7     | 3     | 24   | 14   | 1.714 | 872         | 822         | 1.061       |
| 3   | Hotel Cantur Las Palmas      | 14  | 10    | 4     | 6     | 16   | 21   | 0.762 | 818         | 831         | 0.984       |
| 4   | Stal Bielsko-Biała           | 14  | 10    | 4     | 6     | 16   | 23   | 0.696 | 808         | 874         | 0.924       |
| 5   | Günes Vakifbank Stambuł      | 13  | 10    | 3     | 7     | 15   | 21   | 0.714 | 787         | 837         | 0.940       |
| 6   | Urałoczka NTMK Jekaterynburg | 13  | 10    | 3     | 7     | 12   | 26   | 0.462 | 756         | 864         | 0.875       |

Źródło: cev.lu
Zasady ustalania kolejności: 1. liczba zdobytych punktów; 2. wyższy stosunek setów; 3. wyższy stosunek małych punktów.
Punktacja: zwycięstwo – 2 pkt; porażka – 1 pkt
Wyniki
| Data       | Drużyna 1                    | Wynik | Drużyna 2                    | Sety                              |
| ---------- | ---------------------------- | ----- | ---------------------------- | --------------------------------- |
| 10.11.2004 | Günes Vakifbank Stambuł      | 2:3   | Hotel Cantur Las Palmas      | 21:25, 27:25, 15:25, 28:26, 15:17 |
| 10.11.2004 | Urałoczka NTMK Jekaterynburg | 0:3   | Foppapedretti Bergamo        | 18:25, 17:25, 19:25               |
| 10.11.2004 | RC Cannes                    | 3:1   | Stal Bielsko-Biała           | 25:20, 21:25, 25:21, 25:23        |
|            |                              |       |                              |                                   |
| 16.11.2004 | Stal Bielsko-Biała           | 3:0   | Urałoczka NTMK Jekaterynburg | 25:16, 25:17, 25:13               |
| 17.11.2004 | Günes Vakifbank Stambuł      | 3:0   | RC Cannes                    | 25:17, 25:23, 25:22               |
| 17.11.2004 | Hotel Cantur Las Palmas      | 0:3   | Foppapedretti Bergamo        | 14:25, 20:25, 22:25               |
|            |                              |       |                              |                                   |
| 24.11.2004 | RC Cannes                    | 3:0   | Hotel Cantur Las Palmas      | 25:21, 25:16, 27:25               |
| 24.11.2004 | Foppapedretti Bergamo        | 3:0   | Stal Bielsko-Biała           | 25:13, 25:22, 25:15               |
| 25.11.2004 | Urałoczka NTMK Jekaterynburg | 0:3   | Günes Vakifbank Stambuł      | 19:25, 23:25, 20:25               |
|            |                              |       |                              |                                   |
| 01.12.2004 | Günes Vakifbank Stambuł      | 1:3   | Foppapedretti Bergamo        | 20:25, 19:25, 29:27, 23:25        |
| 01.12.2004 | RC Cannes                    | 3:0   | Urałoczka NTMK Jekaterynburg | 25:20, 27:25, 25:13               |
| 01.12.2004 | Hotel Cantur Las Palmas      | 3:0   | Stal Bielsko-Biała           | 25:17, 25:13, 27:25               |
|            |                              |       |                              |                                   |
| 07.12.2004 | Stal Bielsko-Biała           | 3:2   | Günes Vakifbank Stambuł      | 25:21, 25:22, 22:25, 17:25, 15:12 |
| 07.12.2004 | Foppapedretti Bergamo        | 3:2   | RC Cannes                    | 35:33, 17:25, 25:11, 22:25, 15:8  |
| 09.12.2004 | Urałoczka NTMK Jekaterynburg | 3:2   | Hotel Cantur Las Palmas      | 25:18, 21:25, 23:25, 25:17, 15:10 |
|            |                              |       |                              |                                   |
| 14.12.2004 | Günes Vakifbank Stambuł      | 3:0   | Stal Bielsko-Biała           | 25:20, 25:21, 25:23               |
| 14.12.2004 | RC Cannes                    | 1:3   | Foppapedretti Bergamo        | 25:23, 16:25, 18:25, 17:25        |
| 15.12.2004 | Hotel Cantur Las Palmas      | 3:1   | Urałoczka NTMK Jekaterynburg | 25:15, 25:19, 22:25, 25:20        |
|            |                              |       |                              |                                   |
| 04.01.2005 | Stal Bielsko-Biała           | 3:1   | Hotel Cantur Las Palmas      | 25:23, 25:16, 18:25, 25:22        |
| 05.01.2005 | Urałoczka NTMK Jekaterynburg | 2:3   | RC Cannes                    | 25:20, 25:27, 25:23, 15:25, 12:15 |
| 05.01.2005 | Foppapedretti Bergamo        | 3:0   | Günes Vakifbank Stambuł      | 25:17, 25:13, 25:20               |
|            |                              |       |                              |                                   |
| 22.12.2004 | Hotel Cantur Las Palmas      | 1:3   | RC Cannes                    | 25:18, 21:25, 22:25, 18:25        |
| 11.01.2005 | Stal Bielsko-Biała           | 3:2   | Foppapedretti Bergamo        | 25:23, 25:23, 20:25, 12:25, 15:10 |
| 12.01.2005 | Günes Vakifbank Stambuł      | 1:3   | Urałoczka NTMK Jekaterynburg | 24:26, 25:22, 20:25, 21:25        |
|            |                              |       |                              |                                   |
| 18.01.2005 | Urałoczka NTMK Jekaterynburg | 3:2   | Stal Bielsko-Biała           | 16:25, 25:16, 25:20, 23:25, 15:9  |
| 18.01.2005 | Foppapedretti Bergamo        | 3:0   | Hotel Cantur Las Palmas      | 26:24, 25:17, 25:23               |
| 18.01.2005 | RC Cannes                    | 3:0   | Günes Vakifbank Stambuł      | 25:8, 25:23, 25:21                |
|            |                              |       |                              |                                   |
| 25.01.2005 | Stal Bielsko-Biała           | 1:3   | RC Cannes                    | 23:25, 31:29, 18:25, 14:25        |
| 25.01.2005 | Hotel Cantur Las Palmas      | 3:0   | Günes Vakifbank Stambuł      | 27:25, 25:23, 25:20               |
| 25.01.2005 | Foppapedretti Bergamo        | 3:0   | Urałoczka NTMK Jekaterynburg | 25:13, 25:15, 25:16               |

#### Grupa B
Tabela
| Lp. | Drużyna                    | Pkt | Mecze | Mecze | Mecze | Sety | Sety | Sety  | Małe punkty | Małe punkty | Małe punkty |
| Lp. | Drużyna                    | Pkt | M     | W     | P     | wyg. | prz. | ratio | zdob.       | str.        | ratio       |
| --- | -------------------------- | --- | ----- | ----- | ----- | ---- | ---- | ----- | ----------- | ----------- | ----------- |
| 1   | Sant'orsola Asystel Novara | 19  | 10    | 9     | 1     | 28   | 7    | 4.000 | 829         | 659         | 1.258       |
| 2   | Tenerife Marichal          | 17  | 10    | 7     | 3     | 25   | 14   | 1.786 | 894         | 801         | 1.116       |
| 3   | Azerrail Baku              | 17  | 10    | 7     | 3     | 21   | 13   | 1.615 | 770         | 734         | 1.049       |
| 4   | Beşiktaş Stambuł           | 13  | 10    | 3     | 7     | 17   | 26   | 0.654 | 848         | 938         | 0.904       |
| 5   | Calisia Winiary Kalisz     | 13  | 10    | 3     | 7     | 13   | 25   | 0.520 | 791         | 856         | 0.924       |
| 6   | Crvena Zvezda Belgrad      | 11  | 10    | 1     | 9     | 8    | 27   | 0.296 | 686         | 830         | 0.827       |

Źródło: cev.lu
Zasady ustalania kolejności: 1. liczba zdobytych punktów; 2. wyższy stosunek setów; 3. wyższy stosunek małych punktów.
Punktacja: zwycięstwo – 2 pkt; porażka – 1 pkt
Wyniki
| Data       | Drużyna 1                  | Wynik | Drużyna 2                  | Sety                              |
| ---------- | -------------------------- | ----- | -------------------------- | --------------------------------- |
| 10.11.2004 | Calisia Winiary Kalisz     | 0:3   | Azerrail Baku              | 18:25, 20:25, 22:25               |
| 10.11.2004 | Tenerife Marichal          | 3:0   | Beşiktaş JK                | 25:12, 25:16, 25:19               |
| 10.11.2004 | Sant'orsola Asystel Novara | 3:0   | Crvena Zvezda Belgrad      | 25:15, 25:8, 25:11                |
|            |                            |       |                            |                                   |
| 16.11.2004 | Crvena Zvezda Belgrad      | 2:3   | Beşiktaş JK                | 25:20, 22:25, 17:25, 25:15, 10:15 |
| 17.11.2004 | Sant'orsola Asystel Novara | 3:0   | Calisia Winiary Kalisz     | 25:13, 25:20, 25:18               |
| 18.11.2004 | Azerrail Baku              | 3:2   | Tenerife Marichal          | 25:23, 25:21, 24:26, 26:28, 15:11 |
|            |                            |       |                            |                                   |
| 24.11.2004 | Beşiktaş JK                | 0:3   | Azerrail Baku              | 23:25, 22:25, 14:25               |
| 24.11.2004 | Calisia Winiary Kalisz     | 3:1   | Crvena Zvezda Belgrad      | 23:25, 25:12, 25:22, 25:21        |
| 25.11.2004 | Tenerife Marichal          | 2:3   | Sant'orsola Asystel Novara | 23:25, 14:25, 26:24, 25:20, 13:15 |
|            |                            |       |                            |                                   |
| 01.12.2004 | Calisia Winiary Kalisz     | 2:3   | Tenerife Marichal          | 25:21, 19:25, 25:15, 12:25, 18:20 |
| 01.12.2004 | Crvena Zvezda Belgrad      | 0:3   | Azerrail Baku              | 19:25, 24:26, 13:25               |
| 01.12.2004 | Sant'orsola Asystel Novara | 3:0   | Beşiktaş JK                | 25:13, 25:12, 25:15               |
|            |                            |       |                            |                                   |
| 07.12.2004 | Azerrail Baku              | 0:3   | Sant'orsola Asystel Novara | 16:25, 21:25, 21:25               |
| 08.12.2004 | Beşiktaş JK                | 3:1   | Calisia Winiary Kalisz     | 25:21, 16:25, 25:21, 25:20        |
| 09.12.2004 | Tenerife Marichal          | 3:0   | Crvena Zvezda Belgrad      | 25:12, 25:22, 25:23               |
|            |                            |       |                            |                                   |
| 14.12.2004 | Crvena Zvezda Belgrad      | 0:3   | Tenerife Marichal          | 25:27, 19:25, 21:25               |
| 15.12.2004 | Calisia Winiary Kalisz     | 3:2   | Beşiktaş JK                | 25:20, 23:25, 25:21, 20:25, 15:10 |
| 15.12.2004 | Sant'orsola Asystel Novara | 3:0   | Azerrail Baku              | 25:20, 25:22, 25:16               |
|            |                            |       |                            |                                   |
| 04.01.2005 | Tenerife Marichal          | 3:1   | Calisia Winiary Kalisz     | 25:17, 25:16, 24:26, 25:20        |
| 05.01.2005 | Beşiktaş JK                | 2:3   | Sant'orsola Asystel Novara | 19:25, 25:21, 20:25, 25:22, 13:15 |
| 05.01.2005 | Azerrail Baku              | 3:0   | Crvena Zvezda Belgrad      | 30:28, 25:21, 25:23               |
|            |                            |       |                            |                                   |
| 29.12.2004 | Crvena Zvezda Belgrad      | 3:0   | Calisia Winiary Kalisz     | 25:17, 25:22, 25:23               |
| 29.12.2004 | Sant'orsola Asystel Novara | 3:0   | Tenerife Marichal          | 29:27, 25:12, 29:27               |
| 11.01.2005 | Azerrail Baku              | 3:2   | Beşiktaş JK                | 25:19, 24:26, 23:25, 25:18, 15:7  |
|            |                            |       |                            |                                   |
| 19.01.2005 | Beşiktaş JK                | 3:2   | Crvena Zvezda Belgrad      | 25:16, 22:25, 25:14, 25:27, 15:6  |
| 19.01.2005 | Calisia Winiary Kalisz     | 3:1   | Sant'orsola Asystel Novara | 25:12, 14:25, 25:21, 25:21        |
| 18.01.2005 | Tenerife Marichal          | 3:0   | Azerrail Baku              | 25:19, 25:9, 25:18                |
|            |                            |       |                            |                                   |
| 25.01.2005 | Beşiktaş JK                | 2:3   | Tenerife Marichal          | 22:25, 25:22, 26:24, 19:25, 9:15  |
| 25.01.2005 | Azerrail Baku              | 3:0   | Calisia Winiary Kalisz     | 25:23, 25:16, 25:19               |
| 25.01.2005 | Crvena Zvezda Belgrad      | 0:3   | Sant'orsola Asystel Novara | 17:25, 22:25, 21:25               |

### Play-off
| Data       | Drużyna 1               | Wynik | Drużyna 2                  | Sety                              |
| ---------- | ----------------------- | ----- | -------------------------- | --------------------------------- |
| 10.02.2005 | Foppapedretti Bergamo   | 3:0   | Beşiktaş JK                | 25:13, 25:11, 25:16               |
| 16.02.2005 | Foppapedretti Bergamo   | 1:3   | Beşiktaş JK                | 25:15, 16:25, 20:25, 20:25        |
|            |                         |       |                            |                                   |
| 10.02.2005 | RC Cannes               | 3:0   | Azerrail Baku              | 29:27, 25:22, 25:19               |
| 16.02.2005 | RC Cannes               | 1:3   | Azerrail Baku              | 25:16, 20:25, 23:25, 20:25        |
|            |                         |       |                            |                                   |
| 09.02.2005 | Hotel Cantur Las Palmas | 2:3   | Sant'orsola Asystel Novara | 10:25, 27:25, 22:25, 25:23, 12:15 |
| 15.02.2005 | Hotel Cantur Las Palmas | 0:3   | Sant'orsola Asystel Novara | 14:25, 15:25, 16:25               |

### Turniej finałowy
Teneryfa

#### Półfinały
| Data       | Drużyna 1                  | Wynik | Drużyna 2         | Sety                       |
| ---------- | -------------------------- | ----- | ----------------- | -------------------------- |
| 19.03.2005 | Sant'orsola Asystel Novara | 3:1   | RC Cannes         | 22:25, 25:21, 25:20, 25:22 |
| 19.03.2005 | Foppapedretti Bergamo      | 3:0   | Tenerife Marichal | 26:24, 25:18, 25:16, 16:25 |

#### Mecz o 3. miejsce
| Data       | Drużyna 1         | Wynik | Drużyna 2 | Sety                       |
| ---------- | ----------------- | ----- | --------- | -------------------------- |
| 20.03.2005 | Tenerife Marichal | 3:1   | RC Cannes | 25:18, 19:25, 25:23, 25:22 |

#### Finał
| Data       | Drużyna 1             | Wynik | Drużyna 2                  | Sety                       |
| ---------- | --------------------- | ----- | -------------------------- | -------------------------- |
| 20.03.2005 | Foppapedretti Bergamo | 3:0   | Sant'orsola Asystel Novara | 25:18, 25:16, 25:17, 21:25 |

## Klasyfikacja końcowa
| Miejsce | Drużyna                    |
| ------- | -------------------------- |
| złoto   | Foppapedretti Bergamo      |
| srebro  | Sant'orsola Asystel Novara |
| brąz    | Tenerife Marichal          |
| 4.      | RC Cannes                  |